# Rajd Dolnośląski 1988
Rajd Dolnośląski 1988 – 4. edycja Zimowego Rajdu Dolnośląskiego. Był to rajd samochodowy rozgrywany od 29 do 31 stycznia 1988 roku. Była to pierwsza runda Rajdowych Samochodowych Mistrzostw Polski w roku 1988. Rajd składał się z siedemnastu odcinków specjalnych. Rajd rozgrywany był na nawierzchni asfaltowej, która w niektórych miejscach pokryta była śniegiem. Zwycięzcą został Marian Bublewicz, który wygrał dziesięć OS-ów. Zespołowo wygrał Autoklub Rzemieślnik Warszawa II, drugie miejsce zajął Automobilklub Śląski, a trzecie Automobilklub Warszawski.

## Wyniki końcowe rajdu[1][2]
| Miejsce | Kierowca            | Pilot                  | Samochód         | Czas    | Strata | Grupa Klasa |
| ------- | ------------------- | ---------------------- | ---------------- | ------- | ------ | ----------- |
| 1       | Marian Bublewicz    | Ryszard Żyszkowski     | Mazda 323 4WD    | 2:02:10 | -      | A-13        |
| 2       | Bogdan Herink       | Barbara Stępkowska     | FSO 1500         | 2:09:17 | +7:07  | A-14        |
| 3       | Andrzej Koper       | Krzysztof Gęborys      | Renault 11 Turbo | 2:09:17 | +7:07  | A-13        |
| 4       | Dariusz Poletyło    | Tomasz Szostak         | FSO 1600         | 2:10:11 | +8:01  | A-14        |
| 5       | Romuald Chałas      | Zbigniew Atłowski      | FSO 1600         | 2:10:52 | +8:42  | A-14        |
| 6       | Robert Gryczyński   | Klaudiusz Rak          | FSO Polonez 1600 | 2:11:41 | +9:31  | A-14        |
| 7       | Krzysztof Winkowski | Mieczysław Sieczkowski | FSO              | 2:15:39 | +13:29 | A-14        |
| 8       | Ryszard Adamek      | Janusz Bronikowski     | FSO Polonez 2000 | 2:16:26 | +14:16 | B           |
| 9       | Jan Kościuszko      | Andrzej Górski         | FSO Polonez 1600 | 2:17:26 | +15:16 | A-14        |
| 10      | Robert Herba        | Andrzej Terej          | Polski Fiat 126p | 2:17:31 | +15:21 | A-11        |